# Theodor Crüger
Theodor Crüger (* 16. Dezember 1694 in Stettin; † 1. Juni 1751 in Chemnitz) war ein deutscher lutherischer Theologe und Historiker.

## Leben
Crüger studierte an der Universität Jena und der Universität Halle, wo er mit Christian Thomasius in Kontakt kam. Dieser regte ihn 1715 zum Verfassen der Schrift „Summarische Nachrichten aus der thomasischen Bibliothek von auserlesenen mehrenteils alten Büchern“ an. Am 28. März 1718 wechselte er an die Universität Wittenberg, wo er am 30. April desselben Jahres den akademischen Grad eines Magisters erwarb.
Daraufhin fand er Aufnahme als Adjunkt an der philosophischen Fakultät, hielt Vorlesungen und widmete sich einem Studium der Theologie. Nach der Aufnahme als Kandidat der Theologie, was an der Wittenberger Akademie dem Baccalaureus der Theologie entsprach, nahm er 1721 eine Rektorenstelle in Luckau an.
Als er am 16. Februar 1718 das Lizenziat der Theologie in Wittenberg erworben hatte und in eine Auseinandersetzung mit Johann Kaspar Haferung verwickelt war, wurde er 1727 erster Prediger und Schulinspektor in Kirchhain. 1732 übernahm er die Superintendentur in Colditz und 1735 das gleiche Amt in Chemnitz. Crüger promovierte wiederum in Wittenberg 1737 zum Doktor der Theologie und machte sich bis zu seinem Lebensende mit dogmatischen und kirchengeschichtlichen Schriften einen Namen.
Crüger war mit einer Tochter von Valentin Ernst Löscher verheiratet.

## Werke (Auswahl)
- Declaratio pro precibus Christi
- Apparatus theologiae moralis Christi et renatorum. 1747
- Origines Lusatiae complect. Historiam Geronis I. Lusatiae inferinoris Marchionis. 1721
- Prodromus annalium Luccavensium. 1727
- Summarische Nachrichten aus der Thomasischen Bibliothek Halle…
- Schediasma histoicum, exhibens selectas observationes, quae faciunt ad illustrandam historiam censurae ecclesiasticae, ob origine ecclesiae usque ad nostra tempora, ordine chronologico in ecclesia praefertim pontificia expositae et aliquot dissertatiombus academics in Leucorea ventilatae. Witteberg 1719
- Origines Lusatiae, compactens Histociam Geronis, primi Lusatiae inferioris Marchionis. Fasciculus I. Leipzig 1721
- De martyris falsis, praesertim Atheis pseudomartyribus, contra Petrum Baylium. Wittenberg 1722
- Commentatio historica de successione continua Pontificum Romanorum secundum vaticinia Malachiae, Archiepiscopi Armaghani, a dubiis Claudii Francisci Menetrierii, Carrierii, aliorumque, vindicata. Witteberg 1723
- Prodromus annalium Luccaviensium. Lübben 1727
- Commentario de veterum Christianorum disciplina arcani. Witteberg 1727
- Diss. inaug. pro Licentia .(Praes, J. C. Haferungio) de supplicatione Christi pro semetipso, ex Ebr. V, 7. Wittenberg 1729
- Introductio in Christologiam moralem et ius divinum naturae Christi humanae. Pars I, exhibens normam action um Christi moralium, seu vindicias gloriosae immunitatis Domini nostri Jesu Christi ab obligatione suimet ipsius legali, in honorem Servatoris dogmatice concinnara. Dresden 1732
- Gedanken von der Kraft des göttlichen Worts; eine Predigt. Lübben 1732
- Commentntio succincta de vocatione militiae sacrae in bellis Domini temere nec quaerenda nec deneganda, ad Numer. IV, 3. VIII, 24. Chemnitz 1749